# Liste der Mitglieder des Provinziallandtags der Provinz Posen (12. Sitzungsperiode)
Diese Liste gibt einen Überblick über die Mitglieder des Provinziallandtags der preußischen Provinz Posen in der zwölften Sitzungsperiode 1861.
Landtagsmarschall war Freiherr Rudolf Hiller von Gärtringen, sein Stellvertreter war Adam von Zoltowski.
| Kurie                    | Wahlbezirk                                         | Abgeordneter                                                 | Beruf, Ort                                                       | Anmerkung |
| ------------------------ | -------------------------------------------------- | ------------------------------------------------------------ | ---------------------------------------------------------------- | --------- |
| Inhaber von Virilstimmen |                                                    | Fürst Maximilian Karl von Thurn und Taxis                    |                                                                  |           |
| Inhaber von Virilstimmen |                                                    | Fürst Wilhelm von Radziwill und Fürst Boguslaw von Radziwill |                                                                  |           |
| Inhaber von Virilstimmen |                                                    | Graf Athanasius von Raczynski                                |                                                                  |           |
| Ritterschaft             | Kreis Adelnau                                      | Nepomucen von Niemojewski                                    | Rittergutsbesitzer auf Sliwnik                                   |           |
| Ritterschaft             | Kreis Birnbaum                                     | Georg Sylvius Erich Carl Magnus Freiherr von Massenbach      | Rittergutsbesitzer auf Bialokosz                                 |           |
| Ritterschaft             | Kreis Meseritz und Kreis Bomst                     | Freiherr Rudolf Hiller von Gärtringen                        | auf Betsche                                                      |           |
| Ritterschaft             | Kreis Buk und Kreis Obornik                        | Andreas von Zoltowski                                        | Rittergutsbesitzer auf Ujazd                                     |           |
| Ritterschaft             | Kreis Fraustadt                                    | Alexander von Brodowski                                      | Generallandschaftsdirektor und Rittergutsbesitzer auf Geyersdorf |           |
| Ritterschaft             | Kreis Kosten                                       | Adam Graf Plater                                             | Rittergutsbesitzer auf Prochy                                    |           |
| Ritterschaft             | Kreis Kröben                                       | Eduard von Roznowski                                         | Rittergutsbesitzer auf Sarbinowo                                 |           |
| Ritterschaft             | Kreis Krotoschin                                   | Heinrich Buttel                                              | Rittergutsbesitzer auf Wykow                                     |           |
| Ritterschaft             | Kreis Pleschen                                     | Joseph von Morawski                                          | Rittergutsbesitzer auf Kotowiecko                                |           |
| Ritterschaft             | Kreis Posen                                        | Heinrich von Treskow                                         | Rittergutsbesitzer auf Radojewo                                  |           |
| Ritterschaft             | Kreis Samter                                       | Boguslaus von Lubieński                                      | Rittergutsbesitzer auf Kiaczyn                                   |           |
| Ritterschaft             | Kreis Schildberg                                   | Joseph von Sulimierski                                       | Rittergutsbesitzer auf Domanin                                   |           |
| Ritterschaft             | Kreis Schrimm                                      | Stanislaus von Chłapowski                                    | Rittergutsbesitzer auf Gozdzichowo                               |           |
| Ritterschaft             | Kreis Wreschen                                     | Eduard Graf Poninski                                         | Rittergutsbesitzer auf Schloss Wreschen                          |           |
| Ritterschaft             | Kreis Schroda                                      | Anastasius Radoński                                          | Rittergutsbesitzer auf Krzeslice                                 |           |
| Ritterschaft             | Kreis Bromberg und Kreis Mogilno                   | Ludwig von Tschepe                                           | Rittergutsbesitzer auf Bronievice                                |           |
| Ritterschaft             | Kreis Czarnikau und Kreis Chodziesen               | Otto Graf von Königsmarck                                    | Landrat a. D. und Rittergutsbesitzer auf Olesnitz                |           |
| Ritterschaft             | Kreis Gnesen                                       | Ignatz von Gutowski                                          | Rittergutsbesitzer und Landschaftsrat auf Ruchocin               |           |
| Ritterschaft             | Kreis Inowraclaw                                   | Richard von Roy                                              | Rittergutsbesitzer auf Wierzbiczany                              |           |
| Ritterschaft             | Kreis Schubin                                      | Karl Friedrich von Lawrenz                                   | Rittergutsbesitzer und Generallandschaftsrat auf Gutenwerder     |           |
| Ritterschaft             | Kreis Wirsitz                                      | Theodor von Bethmann-Hollweg                                 | Rittergutsbesitzer auf Runowo                                    |           |
| Ritterschaft             | Kreis Wongrowiec                                   | Joseph von Ulatowski                                         | Rittergutsbesitzer und Generallandschaftsrat auf Moratowo        |           |
| Städte                   | Stadt Posen                                        | Friedrich Bielefeld                                          | Kommerzienrat                                                    |           |
| Städte                   | Stadt Posen                                        | Wilhelm von Treskow                                          | Stadtrat und Major a. D. in Posen                                |           |
| Städte                   | Stadt Fraustadt                                    | Johann August Cleemann                                       | Kaufmann und Ratsherr                                            |           |
| Städte                   | Stadt Lissa                                        | George Plate                                                 | Apotheker und Beigeordneter in Lissa                             |           |
| Städte                   | Stadt Meseritz                                     | Moritz Adolph Heinrich Brown                                 | Bürgermeister in Meseritz                                        |           |
| Städte                   | Stadt Rawicz                                       | Karl Benjamin Seidel                                         | Rentier                                                          |           |
| Städte                   | Stadt Bromberg                                     | Wilhelm Peterson                                             | Gutsbesitzer, Stadtrat und Beigeordneter in Bromberg             |           |
| Städte                   | Stadt Gnesen                                       | Emil Brunner                                                 | Bankagent und Stadtverordneter                                   |           |
| Städte                   | der Kreise Obornik, Samter, Buk, und Posen         | August Drewitz                                               | Kämmerer in Rogasen                                              |           |
| Städte                   | der Kreise Pleschen, Schroda, Schrimm und Wreschen | Albert Rüdenburg                                             | Rechtsanwalt in Pleschen                                         |           |
| Städte                   | der Kreise Krotoschin, Adelnau, und Schildberg     | Carl Frank                                                   | Posthalter und Magistratsmitglied in Ostrowo                     |           |
| Städte                   | der Kreise Fraustadt, Kosten und Kröben            | Otto Legal                                                   | Apotheker in Kosten                                              |           |
| Städte                   | der Kreise Birnbaum, Bomst, und Meseritz           | Johann Gottlieb Fritz                                        | Bürgermeister in Zirke                                           |           |
| Städte                   | der Kreise Bromberg, Schubin, und Wirsitz          | Eduard Schwarz                                               | Apotheker und Bankagent in Nakel                                 |           |
| Städte                   | der Kreise Czarnikau, Chodziesen und Wongrowiec    | Theodor Alberti                                              | Bürgermeister in Wongrowitz                                      |           |
| Städte                   | der Kreise Gnesen, Inowractaw und Mogilno          | Valentin Kozlowski                                           | Ackerbürger in Powiz                                             |           |
| Landgemeinden            | der Kreise Adelnau, Krotoschin, und Schildberg     | Johann Schmidt                                               | Wirtschaftsbesitzer in Ladenberg                                 |           |
| Landgemeinden            | der Kreise Birnbaum, Bomst, und Meseritz           | Christian Jäckel                                             | Schulze in Tarnowo                                               |           |
| Landgemeinden            | der Kreise Fraustadt, Kosten, und Kröben           | Christian Haupt                                              | Bauergutsbesitzer in Gurschen                                    |           |
| Landgemeinden            | der Kreise Buk, Obornik, Posen und Samter          | Gottfried Bruck                                              | Eigentümer in Kuszlin                                            |           |
| Landgemeinden            | der Kreise Schrimm, Schroda, Wreschen und Pleschen | Valentin Hofman                                              | Vorwerksbesitzer in Kleszczewo                                   |           |
| Landgemeinden            | der Kreise Bromberg, Schubin, und Wirsitz          | Conrad Bertelsmann                                           | Gutsbesitzer in Morzewiec                                        |           |
| Landgemeinden            | der Kreise Czarnikau, Chodziesen und Wongrowiec    | Ludwig König                                                 | Freischulzengutsbesitzer in Rosko                                |           |
| Landgemeinden            | der Kreise Gnesen, Inowrazlaw und Mogilno          | Johann Nepomucen Budzynski                                   | Gutsbesitzer in Kleryka                                          |           |